# Rebecca Sophia Clarke
Rebecca Sophia Clarke, más conocida por su seudónimo, Sophia May (Norridgewock, Estados Unidos, 22 de febrero de 1833-ibídem, 16 de agosto de 1906), fue una escritora estadounidense.

## Biografía
Nació en 1833 en Norridgewock, en el estado de Maine, donde residió durante gran parte de su vida. Su educación la recibió tanto en su propia casa como en una academia reservada a mujeres. Desde joven comenzó a escribir por afición. Asimismo, ejerció de profesora durante un breve periodo de tiempo.
En 1861, cuando el Appeal de Memphis publicó su primera historia, adoptó el seudónimo de «Sophia May», con el que alcanzó su fama. Sus historias infantiles, siendo la más destacada la que incluye al personaje de Little Prudy, tuvieron un éxito considerable.
Falleció en 1906, a los 73 años de edad.

## Obras
Sus escritos más destacados, recogidos algunos en diferentes volúmenes, son los siguientes:
- Little Prudy Stories (1864-1866)
- Dotty Dimple Stories (1868-1870)
- Little Prudy's Flyaway Series (1871-1874)
- The Doctor's Daughter (1873)
- Our Helen (1875)
- The Asbury Twins (1876)
- Flaxie Frizzle Stories (1876-1884)
- Quinnebasset Girls (1877)
- Janet, or a Poor Heiress (1882)
- Drones' Honey (1887)
- In Old Quinnebasset (1891)

## Atribución
- Este artículo contiene texto traducido desde una publicación que se encuentra ahora en dominio público: Willard, Frances Elizabeth; Livermore, Mary Ashton Rice (1897). American Women: Fifteen Hundred Biographies with Over 1,400 Portraits : a Comprehensive Encyclopedia of the Lives and Achievements of American Women During the Nineteenth Century. Mast, Crowell & Kirkpatrick.

- Datos: Q1758205
- Multimedia: Rebecca Sophia Clarke / Q1758205